# سيريل فلوران بيلا
سيريل فلوران بيلا (بالفرنسية: Cyrille Florent Bella)‏ هو لاعب كرة قدم كاميروني في مركز الهجوم، ولد في 11 يونيو 1975 في ياوندي في الكاميرون. شارك مع منتخب الكاميرون لكرة القدم. أما مع النوادي، فقد لعب مع بادربورن 07 وروت فايس آهلن وروت فايس أوبرهاوزن وسيرو بورتينيو ونادي كيتشي.

## وصلات خارجية
- سيريل فلوران بيلا على موقع الاتحاد الدولي (مؤرشف)  (الإنجليزية)
- سيريل فلوران بيلا على موقع قاعدة بيانات كرة القدم.إي يو (الإنجليزية)
- سيريل فلوران بيلا على موقع بيانات كرة القدم. دي إي (الألمانية)
- سيريل فلوران بيلا على موقع ناشيونال فوتبول تيمز (الإنجليزية)
- سيريل فلوران بيلا على موقع عالم كرة القدم.نت (الإنجليزية)